# NCSM Granby (J264)
Le NCSM Granby (pennant number J264) (ou en anglais HMCS Granby) est un dragueur de mines de la Classe Bangor lancé pour la Royal Canadian Navy (RCN) et qui a servi pendant la Seconde Guerre mondiale.

## Conception
Le Granby est commandé dans le cadre du programme de la classe Bangor de 1940-41 pour le chantier naval de Davie Shipbuilding and Repairing Co. Ltd. de Lauzon au Québec au Canada. La pose de la quille est effectuée le 20 mars 1941, le Granby est lancé le 5 juin 1942 et mis en service le 27 juillet 1942.
La classe Bangor doit initialement être un modèle réduit de dragueur de mines de la classe Halcyon au service de la Royal Navy,. La propulsion de ces navires est assurée par 3 types de motorisation: moteur diesel, moteur à vapeur à pistons et turbine à vapeur. Cependant, en raison de la difficulté à se procurer des moteurs diesel, la version diesel a été réalisée en petit nombre.
Les dragueurs de mines de classe Bangor version canadienne déplacent 601 tonnes en charge normale. Ils ont une longueur totale de 49,4 mètres, une largeur de 8,5 mètres et un tirant d'eau de 2,51 mètres. Ce navire est propulsé par d'un moteur diesel B&W 9 cylindres entraînant deux arbres d'hélices. Le moteur développe une puissance de 2 000 chevaux-vapeur (1 500 kW) et atteint une vitesse maximale de 16 nœuds (30 km/h).
Leur manque de taille donne aux navires de cette classe de faibles capacités de manœuvre en mer, qui seraient même pires que celles des corvettes de la classe Flower. Les versions à moteur diesel sont considérées comme ayant de moins bonnes caractéristiques de maniabilité que les variantes à moteur alternatif à faible vitesse. Leur faible tirant d'eau les rend instables et leurs coques courtes ont tendance à enfourner la proue lorsqu'ils sont utilisés en mer de face.
Les navires transportent 66 t de gazole.
Les navires de la classe Bangor sont également considérés comme exiguës pour les membres d'équipage, entassant 6 officiers et 77 matelots dans un navire initialement prévu pour un total de 40.

## Histoire

### Seconde Guerre mondiale
Mis en service dans la Marine royale du Canada le 2 mai 1942 à Québec et après s'être entraîné, le Granby est affecté à la Sydney Force. Il est finalement transféré à la Western Local Escort Force (WLEF).
En janvier 1943, la WLEF organise ses escortes en groupes. Le Granby se joint au 24.18.5 aux côtés du destroyer Niagara et de la corvette Matapedia. En juin 1943, lorsque la WLEF réorganise ses groupes d'escorte, le Granby est affecté au groupe W-3. En septembre 1943, le Granby fait partie des navires de guerre déployés dans le cadre de la force canadienne pour mettre fin à l'opération Kiebitz, le plan allemand visant à libérer les capitaines de sous-marins prisonniers de guerre d'un camp au Canada .
Avant de rejoindre activement l'unité, le Granby subit un grand carénage à Lunenburg en Nouvelle-Écosse de juin à octobre 1944. Après des travaux de révision en novembre, il reprend du service.
En février 1945, il est de nouveau transféré, cette fois à la Shelburne Force, et ne passe que deux mois avec ce groupe avant de passer à la Halifax Force en avril. Il resté dans ce groupe (en réparation) jusqu'à son départ le 31 juillet 1945.

### Après-guerre
Après la guerre, le Granby est transféré à l'unité de marine de la Gendarmerie royale du Canada (en anglais : Royal Canadian Mounted Police Marine Unit), et est renommé NCSM Col. White avec comme indicatif (pennant number) 180. Cependant il ne reprend pas du service. Revenant à la Marine royale du Canada, il reprend du service le 23 mai 1953 en étant converti en navire de plongée. Il est utilisé, avec son navire jumeau Digby (J267), en 1953 sur le lac Ontario pour tester le système DATAR (Digital Automated Tracking and Resolving), un système d'information informatisé pionnier sur le champ de bataille, de la Marine royale du Canada. Il sert d'annexe de plongée jusqu'au 15 décembre 1966, date à laquelle il est désarmé pour la dernière fois.
Son nom et ses fonctions sont transférés à la frégate Victoriaville. de la classe Prestonian. Le navire est mis en vente et vendu en 1975.

### Honneurs de bataille
- Atlantic 1942–44
- Gulf of St. Lawrence 1942-44

### Participation auxconvois
Le Granby a navigué avec les convois suivants au cours de sa carrière:
1. Convoi BX 38
2. Convoi HX 192
3. Convoi HX 211
4. Convoi HX 214
5. Convoi HX 218
6. Convoi HX 227
7. Convoi HX 251
8. Convoi HX 253
9. Convoi HX 256
10. Convoi HX 263
11. Convoi HX 265
12. Convoi HX 271
13. Convoi HX 286
14. Convoi HX 288
15. Convoi HX 321
16. Convoi ON 136
17. Convoi ON 137
18. Convoi ON 142
19. Convoi ON 145
20. Convoi ON 150
21. Convoi ON 169
22. Convoi ON 193
23. Convoi ON 196
24. Convoi ON 198
25. Convoi ON 198
26. Convoi ON 201
27. Convoi ON 205
28. Convoi ON 207
29. Convoi ON 210
30. Convoi ON 212
31. Convoi ON 216
32. Convoi ON 230
33. Convoi ONS 27
34. Convoi ONS 29
35. Convoi ONS 31
36. Convoi ONS 37
37. Convoi SC 95
38. Convoi SC 103
39. Convoi SC 108
40. Convoi SC 112
41. Convoi SC 117
42. Convoi SC 121
43. Convoi SC 151
44. Convoi SC 153
45. Convoi SC 155
46. Convoi TAC 226
47. Convoi TMC 4
48. Convoi TMC 6
49. Convoi XB 38
50. Convoi XB 94
51. Convoi XB 138
52. Convoi WVC 27
53. Convoi WVC 118

### Commandement
- Sous-Lieutenant (Lt.) Jeffrey Reginald Biggs (RCNR) du 2 mai 1942 au 7 février 1943
- Lieutenant Commander (Lt.Cdr.) Herbert Coates Reynard Davis (RCNR) du 8 février 1943 au 16 mars 1943
- A/Lieutenant (A/Lt.) Jeffrey Reginald Biggs (RCNR) du 17 mars 1943 au 10 octobre 1943
- Lieutenant (Lt.) Gordon Guthrie Keith Holder (RCNVR) du 11 octobre 1943 au 9 mai 1944
- Lieutenant (Lt.) Douglas Alexander Powell Davidson (RCNVR) du 10 mai 1944 au 30 juillet 1944
- Lieutenant (Lt.) Arnold Malcolm Brodie (RCNVR) du 31 juillet 1944 au 24 avril 1945
- Lieutenant (Lt.) Eric Stanley Turnill (RCNVR) du 25 avril 1945 au 27 mai 1945
- Lieutenant (Lt.) Arnold Malcolm Brodie (RCNVR) du 28 mai 1945 au 16 juin 1945
- Lieutenant (Lt.) Eric Stanley Turnill (RCNVR) du 19 juin 1945 au 7 août 1945
- Lieutenant Commander (Lt.Cdr.) Gordon Guthrie Keith Holder (RCN) du 23 mai 1953 au 2 mars 1954
- Lieutenant Commander (Lt.Cdr.) George Albert Hoyte (RCN) du 14 mai 1954 au 13 mai 1954
- Lieutenant Commander (Lt.Cdr.) Daniel Patrick McCartney Brownlow (RCN) du 14 mai 1954 au 30 septembre 1954
- Lieutenant Commander (Lt.Cdr.) W.E. Williams (RCN) du 1er octobre 1954 au 11 octobre 1956
- Lieutenant Commander (Lt.Cdr.) C.S. Smedley (RCN) du 12 octobre 1956 au 16 août 1959
- Lieutenant Commander (Lt.Cdr.) W.W. Palmer (RCN) du 17 août 1959 au ?
- Lieutenant (Lt.) Charles Leonard (RCN) du ? à 1963

Notes:
RCN: Royal Canadian Navy
RCNR: Royal Canadian Naval Reserve
RCNVR: Royal Canadian Naval Volunteer Reserve 